# Leucothyreus lazarus
Leucothyreus lazarus är en skalbaggsart som beskrevs av Ohaus 1918. Leucothyreus lazarus ingår i släktet Leucothyreus och familjen Rutelidae. Inga underarter finns listade i Catalogue of Life.